# Drepanosticta mylitta
Drepanosticta mylitta là loài chuồn chuồn trong họ Platystictidae. Loài này được Cowley mô tả khoa học đầu tiên năm 1936.